# Tragelaphus
Tragelaphus ist eine in Afrika vorkommende Gattung der Antilopen mit 15 Arten, darunter die Buschböcke.

## Name
Der Name der Gattung stammt von dem griechischen Fabeltier Tragelaphos (Tragelaph, griechisch „Bockshirsch“), das diesen nur aus Abbildungen auf Teppichen und anderen Kunsterzeugnissen des Orients bekannt war (Persien und Babylon) und nur auf altertümlichen Vasen nachgeahmt ist. Es war eine Hirschgestalt mit Bart und Zotteln am Bug. Durch Latinisierung davon abgeleitet wurde der wissenschaftliche Name Tragelaphus für diese Antilopengattung.

## Merkmale

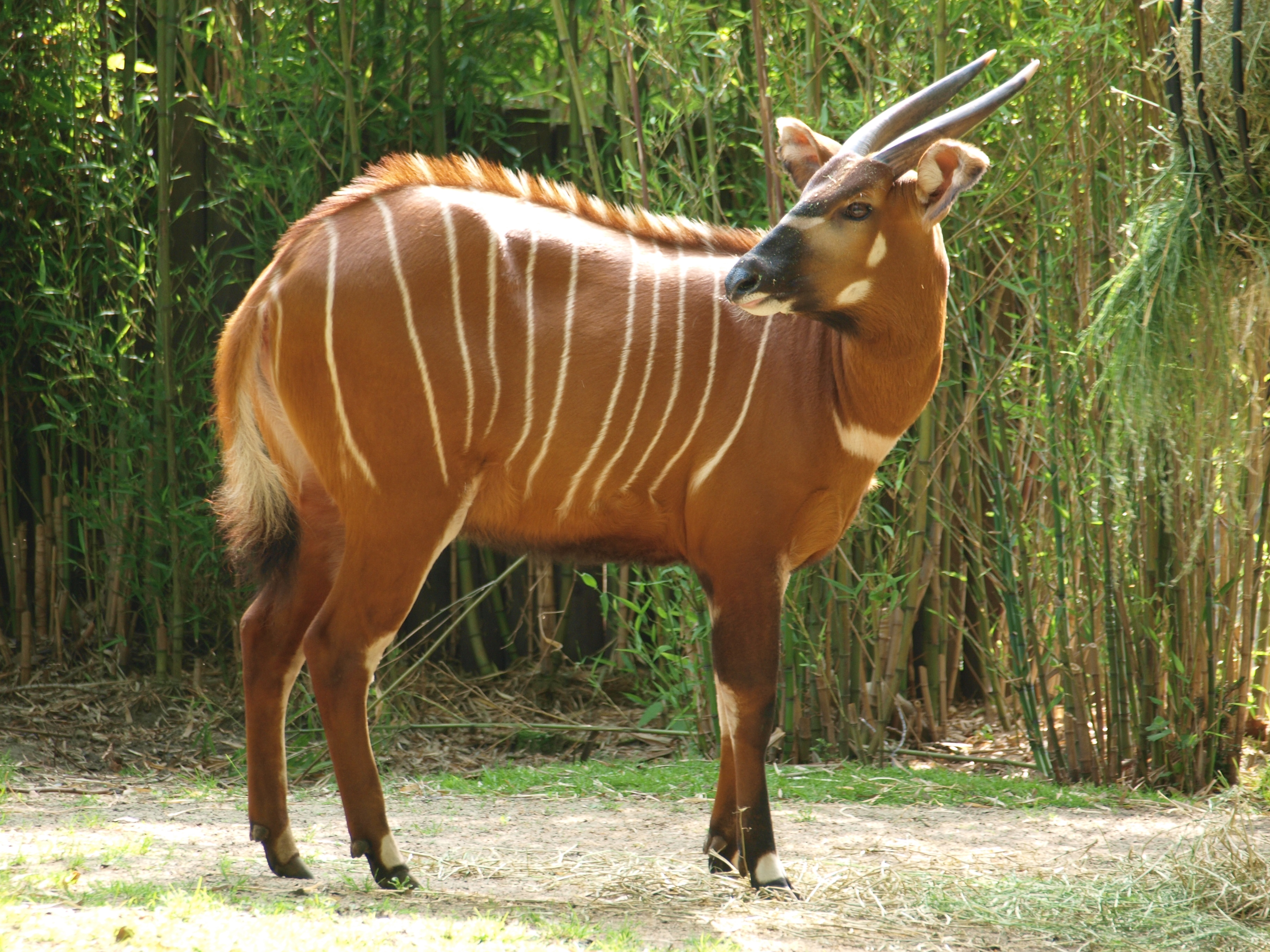
Bongo

Diese Tiere sind relativ große Antilopen mit schlanken Gliedmaßen und einem langen Hals. Sie erreichen eine Kopfrumpflänge von 1,1 bis 2,5 Metern, eine Schulterhöhe von 0,6 bis 1,5 Meter und ein Gewicht von 25 bis 315 Kilogramm, wobei die Männchen meist deutlich schwerer als die Weibchen werden. Die meisten Arten haben einen kurzen Schwanz, nur beim Bongo ist er länger und endet in einer Quaste. Die Fellfärbung variiert von rötlichbraun bis graubraun, kann jedoch nach Geschlecht, Region oder Alter variieren. Alle Arten haben eine weißgelbe Fellzeichnung in Form von Flecken oder Streifen, oft sind auch weiße Muster zwischen den Augen oder am Hals vorhanden. Mit Ausnahme des Bongos tragen nur die Männchen Hörner, diese sind spiralig eingedreht und können über einen Meter lang werden.

## Verbreitung und Lebensweise
Die Antilopen der Gattung Tragelaphus sind in Afrika südlich der Sahara beheimatet. Sie bewohnen eine Reihe von Lebensräumen, darunter Wälder und Buschländer. Einige Arten wie die Sitatunga sind an die Nähe von Wasser gebunden, andere bevorzugen trockenere Habitate. Aktivitätszeiten und Sozialverhalten sind ebenfalls variabel.

## Systematik

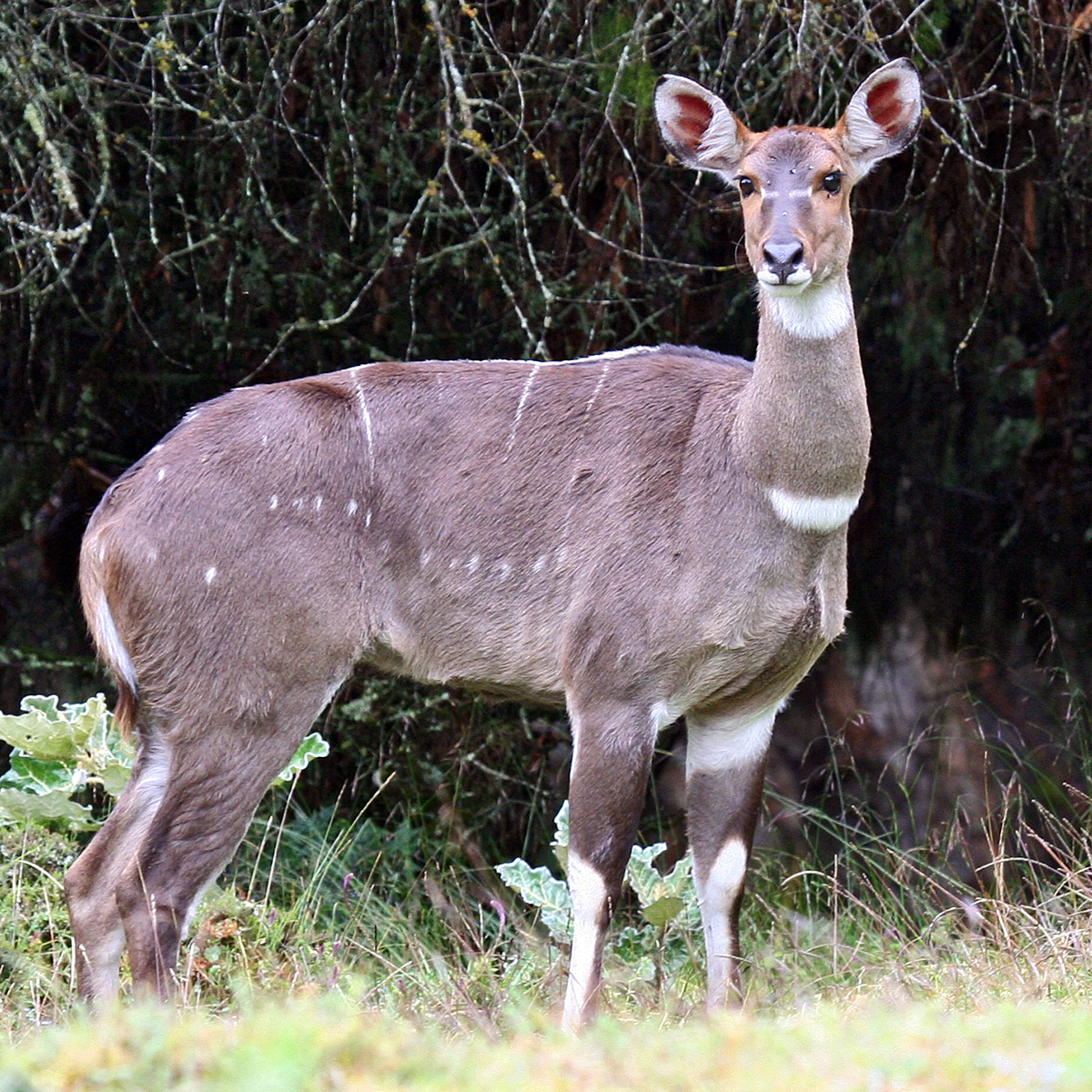
Weibchen des Bergnyala (Tragelaphus buxtoni)

Die Gattung Tragelaphus umfasst 15 Arten:
- Sudan-Schirrantilope (Tragelaphus bor Heuglin, 1877)
- Bergnyala (Tragelaphus buxtoni (Lydekker, 1910))
- Äthiopien-Schirrantilope (Tragelaphus decula (Rüppell, 1835))
- Bongo (Tragelaphus eurycerus (Ogilby, 1837))
- Ostküsten-Schirrantilope (Tragelaphus fasciatus Pocock, 1900)
- Westliche Sitatunga (Tragelaphus gratus Sclater, 1880)
- Nil-Sitatunga (Tragelaphus larkenii (St. Leger, 1931))
- Hochland-Schirrantilope (Tragelaphus meneliki Neumann, 1902)
- Sambia-Schirrantilope (Tragelaphus ornatus Pocock, 1900)
- Kongo-Schirrantilope (Tragelaphus phaleratus (C. H. Smith, 1827))
- Senegal-Schirrantilope (Tragelaphus scriptus (Pallas, 1766))
- Sambesi-Sitatunga (Tragelaphus selousi Rothschild, 1898)
- Sitatunga oder Wasserkudu und Ostafrika-Sitatunga (Tragelaphus spekii Speke, 1863)
- Südliche Schirrantilope (Tragelaphus sylvaticus (Sparrman, 1780))
- Nikose-Situnga (Tragelaphus sylvestris (Meinertzhagen, 1916))

Der Bongo wird dabei in eine eigene Untergattung, Boocercus, gestellt und steht gemeinsam mit der Sitatunga den übrigen Vertretern von Tragelaphus gegenüber. Bis zur Revision der Hornträger im Jahr 2011 durch Colin Peter Groves und Peter Grubb war die Gattung Tragelaphus weiter gefasst und enthielt auch die Elenantilopen (Taurotragus), den Nyala (Nyala), die Kleinen Kudus (Ammelaphus) und die Großen Kudus (Strepsiceros). Teilweise wird dies auch heute noch vertreten. Die fünf Gattungen gemeinsam bilden die Gattungsgruppe der Tragelaphini innerhalb der Unterfamilie der Bovinae. Die genetische Aufspaltung der Tragelaphini setzte im Übergang vom Miozän zum Pliozän vor rund 5,72 Millionen Jahren ein. Die Gattung Tragelaphus formte sich hierbei im Verlauf des Pliozäns vor rund 4,56 Millionen Jahren heraus. Die Schwestergruppe bildet höchstwahrscheinlich eine Klade bestehend aus den Elenantilopen und den Großkudus. Die Entwicklung der Tragelaphini begann wahrscheinlich mit Nyala-artigen Antilopen. Es kam hierbei zu einem deutlichen Genfluss in der geologischen Vergangenheit der Gruppe, der erst mit der reproduktiven Isolation der einzelnen Artlinien im Verlauf des Pleistozäns aussetzte. Andere Merkmale wie etwa die Ausprägung von Hörnern in beiden Geschlechtern beim Bongo und bei den Elenantilopen oder die ähnliche Morphologie bei den Großkudus und den Kleinkudus lassen sich möglicherweise nicht auf Genfluss zurückführen, sondern sind Ergebnis einer konvergenten Entwicklung.